# نمودار نقطه‌ای

یک نمودار نقطه‌ای که مقادیر متغیر ورودی را در محور افقی و مقادیر متناظر پاسخ را در محور عمودی ترسیم کرده‌است.

نمودار نقطه‌ای نموداری است که از نمایش یک نقطه به ازای هر جفت متغیر در دستگاه مختصات دکارتی به دست می‌آید. این نمودار معمولاً برای نمایش نحوه پاسخ یک متغیر (متغیر پاسخ) به تغییرات متغیر دیگر (متغیر کنترل) به کار می‌رود. در صورت کدگذاری نقاط (رنگ / شکل / اندازه)، یک متغیر اضافی می تواند نمایش داده شود. داده ها به صورت مجموعه ای از نقاط نمایش داده می شوند. مقدار یکی از متغیرها (متغیر کنترل) به عنوان مقدار محور افقی و مقدار متغیر دیگر (متغیر پاسخ) به عنوان مقدار محور عمودی در نظر گرفته می‌شود.
نمودار نقطه‌ای برای تحلیل همبستگی دو متغیر نیز به کار می‌رود.

## بررسی اجمالی
نمودار نقطه‌ای در هر زمانی که یک متغیر پیوسته تحت کنترل آزمایشگر باشد و دیگری به آن وابسته باشد یا هر دو متغیر پیوسته مستقل باشند، استفاده می‌شود. اگر متغیری وجود داشته‌باشد که به طور سیستماتیک توسط دیگری افزایش و/یا کاهش یابد، به آن متغیر کنترل یا متغیر مستقل گفته می‌شود و به طور معمول در امتداد محور افقی رسم می‌شود. متغیر اندازه‌گیری یا وابسته به طور معمول در امتداد محور عمودی رسم می‌شود. اگر هیچ متغیر وابسته‌ای وجود نداشته‌باشد، هر یک از دو نوع متغیر را می‌توان روی هر دو محور رسم کرد. یک نمودار نقطه‌ای فقط میزان همبستگی (نه علیت) بین دو متغیر را نشان می‌دهد.
یک نمودار نقطه‌ای می‌تواند انواع مختلفی از همبستگی بین متغیرها را با بازه اطمینان مشخص، ارائه دهد. به عنوان مثال، وزن و ارتفاع در محور y قرار می‌گیرند، و ارتفاع در محور x قرار می‌گیرد. همبستگی‌ها ممکن است مثبت(صعودی)، منفی(نزولی) یا صفر(غیرهمبسته) باشند. اگر الگوی نقاط از پایین چپ به بالا راست باشد، نشان‌دهنده همبستگی مثبت بین متغیرهای مورد مطالعه است. اگر الگوی نقاط از بالا چپ به پایین راست شیب داشته‌باشد، نشان‌دهنده همبستگی منفی است. برای بررسی رابطه بین متغیرها می‌توان خط بهترین-تناسب (که به طور معمول "خط روند" نامیده می‌شود) را ترسیم کرد. یک معادله برای همبستگی بین متغیرها را می‌توان با روش‌های بهترین-تناسب تعیین کرد. برای یک همبستگی خطی، روش بهترین-تناسب به عنوان رگرسیون خطی شناخته می‌شود و تضمین می‌شود که یک راه حل صحیح را در مدت زمان محدود تولید کند. هیچ روش جهانی مناسب برای ایجاد یک راه‌حل صحیح برای روابط دلخواه تضمین نشده‌است. نمودار نقطه‌ای نیز هنگامی که می‌خواهیم ببینیم چگونه دو مجموعه داده‌ی قابل مقایسه برای نشان دادن روابط غیرخطی بین متغیرها سازش می‌کنند، بسیار مفید است. توانایی این کار را می‌توان با افزودن یک خط صاف مانند LOESS افزایش داد. بعلاوه، اگر داده‌ها توسط یک مدل ترکیبی از روابط ساده نشان داده‌شوند، این روابط از نظر بصری به عنوان الگوهای سوار بر هم مشهود خواهند بود.
نمودار نقطه‌ای یکی از هفت ابزار اساسی کنترل کیفیت است.
نمودارهای نقطه‌ای می‌توانند به صورت نمودارهای حبابی، نشانگر و/یا خطی ساخته شوند.

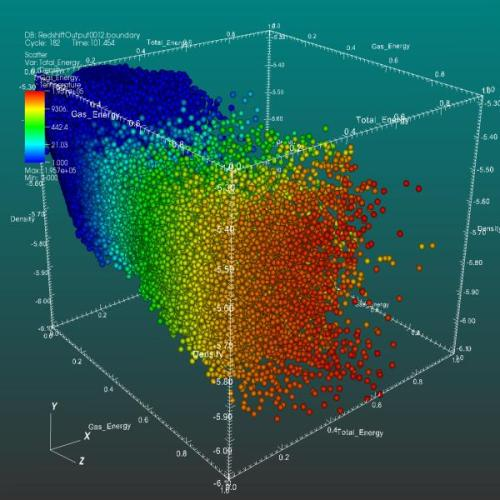
یک نمودار نقطه‌ای سه‌بعدی این امکان را می‌دهد که حداکثر ۴ متغیر را در یک جا نشان دهیم. سه متغیر در یکی از سه بعد ترسیم می‌شوند و متغیر چهارم برای رنگ‌آمیزی نقاط به کار می‌رود.